# Якимівський краєзнавчий музей
Якимівський районний історико-краєзнавчий музей — районний краєзнавчий музей у смт Якимівка Якимівського району Запорізької області, зібрання матеріалів і предметів з етнографії та історії краю.

## Загальна інформація
Якимівський краєзнавчий музей був заснований у 1974 році і розміщувався в одній із будівель колишньої садиби місцевого купця Потетенєва, що споруджена у 1909 році. Продовжує він існувати в цьому сторічному будинку, який вже оголошено пам`ятником архітектури, і сьогодні. До 2007 року мав статус музею на громадських засадах.
З приходом на посаду директора цього комунального закладу В.М. Гнєдашева було організовано й проведено капітальний ремонт приміщень, а також поповнення експонатами, розпочато створення експозиційних залів з історії Якимівського краю. Співробітниками музею проводиться активна краєзнавча науково-дослідницька робота, результати якої знаходять відображення в експозиціях.

## Експозиція
Експозиція музею становить близько 2 тисяч експонатів.
У затишних невеликих залах музею представлена історія краю від найдавніших часів до сьогодення. Основу експозиції становлять предмети побуту і господарської діяльності якимівців, цікаві архівні світлини та документи.
В експозиції широко представлені предмети кінця ХІХ — початку ХХ ст., як то: гончарні вироби, колекція виробів декоративно-ужиткового мистецтва (рушники, килимки, одяг тощо), серед яких і унікальні болгарські та гагаузькі речі. Привертає увагу і колекція черепиці місцевого виробництва.
Є діорама «Бій загону залізничників Полтавського паровозоремонтного заводу із загоном генерала Дроздовського під Якимівкою у 1918 році».